# ناقصة زعفرانية
ناقصة زعفرانية (الاسم العلمي:Amorpha crocea) هي نوع غير مؤكد من النباتات يتبع جنس الناقصة من الفصيلة البقولية.